# 全昌根
全昌根（韓語：전창근），韓國電視劇導演。

## 作品列表

### 電視劇
- 2005年：KBS《復活》
- 2007年：KBS《美麗的時光》
- 2008年：KBS《我的愛金枝玉葉》
- 2010年：KBS《Drama Special－理由》
- 2011年：KBS《我們家的女人們》
- 2013年：KBS《職場之神》
- 2014年：KBS《家人之間為何這樣》
- 2016年：KBS《依然綠茵的日子》
- 2017年：JTBC《The Package》
- 2020年：JTBC《雙甲路邊攤》

### 製作人作品
- 2004年：KBS《愛情的條件》
- 2009年：KBS《不像三兄弟》

### 助理導演作品
- 2001年：KBS《綢緞花香木》
- 2001年：KBS《這是愛》

## 外部連結
- NAVER